# فلويد ديكسون (موسيقي)
فلويد ديكسون (بالإنجليزية: Floyd Dixon)‏ هو موسيقي وعازف بيانو ومغني وكاتب أغاني أمريكي، ولد في 8 فبراير 1929 في مارشال في الولايات المتحدة، وتوفي في 26 يوليو 2006 في لوس أنجلوس في الولايات المتحدة بسبب قصور كلوي.

## وصلات خارجية
- فلويد ديكسون على موقع IMDb (الإنجليزية)
- فلويد ديكسون على موقع الموسوعة البريطانية (الإنجليزية)
- فلويد ديكسون على موقع ميوزك برينز (الإنجليزية)
- فلويد ديكسون على موقع أول ميوزيك (الإنجليزية)
- فلويد ديكسون على موقع ديسكوغز (الإنجليزية)